# Кершоу, Ян
Ян Кершо́у (англ. Ian Kershaw, правильная передача — Иэн Кершо, [iː.ən]; род. 29 апреля 1943, Олдем) — британский историк. Один из авторов «Энциклопедии национал-социализма». Член Британской академии и Королевского исторического общества.

## Биография
Из католической семьи рабочих. Окончил Ливерпульский университет, защитил диссертацию в колледже Мертона в Оксфорде. Начинал как медиевист, но в 1970-е годы переключился на социальную историю XX века, в первую очередь Германии. Считает себя учеником немецкого историка Мартина Бросцата, в исследовательском проекте которого под названием «Бавария» работал в середине 1970-х годов.
Преподавал в Манчестерском (1968—1987), Нотингемском и Шеффилдском (1990—2008) университетах. В 1983—1984 годах был приглашённым профессором в Рурском университете в Бохуме, в 1989—1990 годах — в Wissenschaftskolleg в Берлине. Вышел в отставку в 2008 году как эмерит.
Выступал сценаристом и научным консультантом ряда фильмов о нацизме.

## Научные интересы
Наиболее известен работами по истории нацизма и фундаментальной биографией Гитлера (1998—2000).

## Признание
Член Британской академии. Орден «За заслуги перед Федеративной Республикой Германия» (1994). Посвящён в рыцарское достоинство (2002). Лейпцигская книжная премия за вклад в европейское взаимопонимание (2012).

## Избранные труды
- Popular Opinion and Political Dissent in the Third Reich. Bavaria, 1933-45. Oxford, 1983, переизд. 2002, ISBN 0-19-821922-9
- The Nazi Dictatorship. Problems and Perspectives of Interpretation. London, 1985, 4-е изд. 2000, ISBN 0-340-76028-1
- The 'Hitler Myth'. Image and Reality in the Third Reich. Oxford, 1987, переизд. 2001, ISBN 0-19-280206-2
- Hitler: A Profile in Power. London, 1991, переизд. 2001
- Stalinism and Nazism: Dictatorships in Comparison, редактор-составитель (вместе с Моше Левином). Cambridge, 1997, ISBN 0-521-56521-9
- Hitler 1889—1936: Hubris. London, 1998, ISBN 0-393-32035-9
- Hitler 1936—1945: Nemesis. London, 2000, ISBN 0-393-32252-1 (премия Британской академии)
- Making Friends with Hitler: Lord Londonderry and the British Road to War. London, 2004, ISBN 0-7139-9717-6
- Fateful Choices: Ten Decisions That Changed the World, 1940—1941. London, 2007, ISBN 1-59420-123-4
- Hitler, The Germans, and the Final Solution. Yale, 2008, ISBN 0-300-12427-9
- Hitler. London, 2008, ISBN 1-84614-069-2 (сокращенное издание двухтомника 1998—2000)
- Luck of the Devil The Story of Operation Valkyrie. London: Penguin Books, 2009, ISBN 0-14-104006-8
- The End: Hitler’s Germany, 1944-45. Allen Lane, 2011, ISBN 0-7139-9716-8

## Публикации на русском языке
- Кершоу Я. Гитлер. — Ростов н/Д.: Феникс, 1997. — 320 с. — (След в истории). — 10 000 экз. — ISBN 5-222-00075-3.
- Кершоу Я. Конец Германии Гитлера. Агония и гибель. — АСТ, 2014. — 640 с. — (Великая война). — ISBN 978-5-17-080073-5.